# ドールハウス (2004年のテレビドラマ)
『ドールハウス』は、2004年1月15日から3月18日まで毎週木曜日22:00 - 22:54に、TBS系の「木曜22時」枠で放送された日本のテレビドラマ。主演は松下由樹と安達祐実。
新聞の番組欄などでは『ドールハウス 特命女性捜査班』と表記された。
2022年4月14日から4月28日まで毎週月曜～金曜の17:00からBS-TBSで再放送された。同局では、過去にも再放送した実績がある。このほか、CS放送のTBSチャンネルでも再放送された。
TBS系列局が無い秋田県では日本テレビ系列の秋田放送で2005年に放送された。
DVDは2004年6月25日よりビクターエンタテイメントから発売された。動画配信はParaviで配信されている。

## 概要
20xx年の近未来を舞台に、表向きはクラブ「ドールハウス」のダンサー、裏では警察が解決できない事件を解決する、女性だけの秘密捜査班の活躍を描くコメディ・アクションドラマである。
「ドールハウス」とは、既存の警察では解決困難な犯罪に対処するべく政府が秘密裏に創設した捜査班であり、警察にはその存在の詳細は周知されていない。メンバーは民間人から選抜しているが、改心・更生しているとはいえ、元は不良娘の集まりである。

## キャスト

### ドールハウス
神崎礼子（リーダー） - 松下由樹
朝のジョギングを日課にしている。
綾小路ミカ - 安達祐実
昭和56年9月14日生まれ。ドールハウスに所属してからも万引きをすることがあるなど素行はあまり改善されていない。
夏希 - 小池栄子
動物を可愛がる一面もある。
あゆみ - 野波麻帆
親は大学の教員。
薫 - 一戸奈未
由香里 - 春日井静奈
リサ - 中江ゆきこ
平田一郎 - 田口浩正
執事
桜内雅子 - 吉行和子
「ドールハウス」のオーナー。初対面のミカに無礼な態度をとられても気にしないなど人間的に優れている。しかし、洋子に変装した古仲タエに恨まれて、殺されかけたこともある。

### 若葉警察署
- 佐伯慎二（刑事） - 賀集利樹
- 津川健太郎（警部） - 益岡徹
- 田崎誠（署長→捜査課長） - 佐野史郎

出演者は『ナースのお仕事』シリーズのレギュラー経験者が多かった。なお、益岡は第7話から第9話まで旭川で発生した別の事件の捜査の応援に出かけたという設定で休演した。

### ゲスト
第1話
- 大河原隆 - 榊原利彦
- 武野功雄、白井圭太、広重玲子、戯武尊

第2話
- 三島浩二 - 山根和馬
- 中野マキ - 肘井美佳
- メイ - 芦名星
- あじゃ、国枝量平、弘中麻紀、杉浦美帆、駒田健吾

第3話
- 白石征治 - 升毅
- おかやまはじめ、村杉蝉之介、星野源、松山幸次、脇知弘

第4話
- 斉藤祥太
- 矢島健一、浅沼晋平、佐久間哲、坂本爽

第5話
- 橋本さとし
- 広瀬管理官 - 中丸新将（第7・第8話・第10話）
- 谷津勲、渋谷亜希、大槻博之

第6話
- 斉藤陽一郎
- ファンキーモンキークリニック、森川数間、植田健、遊木康剛

第7話
- 古仲タエ - 戸田恵子
- 水森コウ太、澤口夏奈子

第8話
- 原田涼子 - 佐藤康恵
- 松井隆一 - 岡田浩暉
- 近藤真理 - 遊井亮子
- 大河内浩

第9話
- 玉木アキ子 - 中尾ミエ
- 玉木常夫 - モト冬樹
- ホワイト国務長官 - イアン・ムーア
- デビット伊東、田中要次、曽根英樹、宮崎吐夢、二橋進、サミュエル・ポップ・エニング

最終話
- 大久保正男 - 大浦龍宇一
- 大久保武男 - 清水紘治
- 阿部六郎、石橋祐、皆川猿時、関根大学、武智健二、富永研司、真柴幸平、高橋和勧、田中啓三、光宣、伊方勝

## スタッフ
- 脚本 - 両沢和幸、高橋留美
- 演出 - 両沢和幸、石井康晴、加藤新、松川崇史
- 音楽 - Tokyo Grand Orchestra（村山達哉）
- 主題歌 - Tokyo Grand Orchestra feat.Bebe「I WANNA BE LOVED BY YOU」
- 振付 - AYAKO
- アクションコーディネーター - 村上潤
- ガンエフェクト - ビル横山
- 技術協力 - バスク
- プロデューサー補 - 平川雄一朗
- プロデューサー - 大賀文子、両沢和幸、石丸彰彦
- 制作協力 - ダブルス
- 制作 - TBS ENTERTAINMENT（現：TBSテレビ）
- 製作著作 - TBS

## 放送日程
- 映像上のサブタイトルは「1st Stage」など。

| 話数                                                      | 放送日        | サブタイトル            | 脚本              | 演出     | 視聴率 |
| --------------------------------------------------------- | ------------- | ----------------------- | ----------------- | -------- | ------ |
| 1st Stage                                                 | 2004年1月15日 | 特命女性捜査班出動!!    | 両沢和幸          | 両沢和幸 | 10.6%  |
| 2nd Stage                                                 | 2004年1月22日 | 潜入大臣の娘を追え!!    | 高橋留美          | 両沢和幸 | 09.6%  |
| 3rd Stage                                                 | 2004年1月29日 | 警察VS連続射撃魔        | 両沢和幸          | 両沢和幸 | 10.0%  |
| 4th Stage                                                 | 2004年2月05日 | 現金強奪犯を迎え撃て!!  | 高橋留美          | 石井康晴 | 08.7%  |
| 5th Stage                                                 | 2004年2月12日 | 盗まれた拳銃            | 両沢和幸          | 加藤新   | 08.8%  |
| 6th Stage                                                 | 2004年2月19日 | 特命捜査班の内部分裂!!  | 高橋留美          | 加藤新   | 08.7%  |
| 7th Stage                                                 | 2004年2月26日 | 復讐する女              | 両沢和幸 高橋留美 | 石井康晴 | 08.1%  |
| 8th Stage                                                 | 2004年3月04日 | 愛した男は殺人者        | 両沢和幸          | 松川崇史 | 09.6%  |
| 9th Stage                                                 | 2004年3月11日 | 危機一髪!! 湯けむり旅情 | 高橋留美          | 両沢和幸 | 09.2%  |
| Final Stage                                               | 2004年3月18日 | さらば!! ドールハウス   | 両沢和幸 高橋留美 | 加藤新   | 08.0%  |
| 平均視聴率 9.1%（視聴率は関東地区・ビデオリサーチ社調べ） |               |                         |                   |          |        |